# 青森県道162号再賀木造線
青森県道162号再賀木造線（あおもりけんどう162ごう さいがきづくりせん）は、青森県つがる市を通る一般県道である。

## 概要
つがる市稲垣町千年字再賀で青森県道161号豊川館岡線から分岐し南下する。つがる市木造善積で青森県道164号林五所川原線で重複して、つがる市木造芦沼の青森県道115号川除木造線交点に至る。

### 路線データ
- 起点：つがる市稲垣町千年再賀[1]
- 終点：つがる市木造芦沼[1]

## 歴史
- 1961年（昭和36年）2月10日 - 県道に認定される[1]。

## 路線状況

### 重複区間
- 青森県道164号林五所川原線 : つがる市木造善積地内

## 地理

### 交差する道路
- 青森県道161号豊川館岡線（つがる市稲垣町千年再賀、起点）
- 青森県道164号林五所川原線（つがる市木造善積）
- 青森県道115号川除木造線（つがる市木造芦沼、終点）